# Eudalaca aequifascia
Eudalaca aequifascia är en fjärilsart som beskrevs av M.Gaede 1930. Eudalaca aequifascia ingår i släktet Eudalaca och familjen rotfjärilar. Inga underarter finns listade i Catalogue of Life.